# Rampachodavaram
Rampachodavaram är en ort i Indien.   Den ligger i distriktet East Godāvari och delstaten Andhra Pradesh, i den centrala delen av landet, 1 300 km söder om huvudstaden New Delhi. Rampachodavaram ligger 182 meter över havet och antalet invånare är 25 074.
Terrängen runt Rampachodavaram är lite kuperad. Runt Rampachodavaram är det ganska tätbefolkat, med 108 invånare per kvadratkilometer. Det finns inga andra samhällen i närheten. I omgivningarna runt Rampachodavaram växer huvudsakligen savannskog.